# آدم رايلي
آدم رايلي (23 مارس 1992 في المملكة المتحدة - ) (بالإنجليزية: Adam Riley)‏ هو لاعب كريكت بريطاني. لعب مع Kent County Cricket Club ‏ ونادي مارليبون للكريكت ‏ وLoughborough MCC University ‏.

## وصلات خارجية
- آدم رايلي على موقع إي آس بي آن كريك إنفو (الإنجليزية)